# Olibrus bicolor
Olibrus bicolor är en skalbaggsart som först beskrevs av Fabricius 1792.  Olibrus bicolor ingår i släktet Olibrus, och familjen sotsvampbaggar. Enligt den finländska rödlistan är arten nära hotad i Finland. Arten är reproducerande i Sverige. Artens livsmiljö är torra gräsmarker.